# ジェファーソン郡区 (アイオワ州バトラー郡)
ジェファーソン郡区（英: Jefferson Township）は、アメリカ合衆国、アイオワ州、バトラー郡にある16の郡区の一つである。2000年の国勢調査で、人口は315人だった。

## 地理
ジェファーソン郡区は、94平方キロメートル（36.2平方マイル）で、組み込まれた自治体(incorporated settlements)はない。アメリカ地質調査所によると、この郡区はButler CenterとCosterとNew Albionの3つの霊園が含まれる。